# Edifici d'habitatges Frégoli
L'edifici d'habitatges Frégoli està situat al carrers dels Madrazo, 54-56 i de Brusi 1-3, al barri de Sant Gervasi-Galvany de Barcelona i forma part de l'Inventari del Patrimoni Arquitectònic de Catalunya.

## Història
Va ser projectat per l'arquitecte Esteve Bonell i Costa, que va obtenir el premi FAD d'Arquitectura 1975, i el va batejar en homenatge al transformista Leopoldo Fregoli, arrel de les converses que va tenir amb el seu amic Joan Brossa.

## Descripció
Està situat en una parcel·la estreta i llarga (9 x 40 m), i el programa residencial es desenvolupa en forma de dúplex, amb dos nivells de 2 i 4,20 m d'alçada. Els habitatges es disposen al llarg de la faixa, de manera que es creen dos de simètrics amb entresolat i dos dormitoris. A la part central, l'escala és extetrior i abasta tot el gruix del solar donant accés als dos habitatges, que són asimètrics. Donat que l'habitatge de la cantonada té una configuració específica, l'arquitecte modificà la disposició de l'entresolat i de l'escala d'accés. Aquesta disposició es reflecteix a la façana, que interromp els seus volums amb les tribunes i amb la continuïtat vertical de les balconeres.
Estilísticament, l'obra se situa entre els «neos» i els «revivals». El domini de la forma i l'estudi del volum es correspon amb la capacitat barroca en la voluptuositat del contingut. També es fa ús dels elements del primer racionalisme autòcton. Aquest neoracionalisme té un tractament subtil a l'exterior, però a l'interior hi ha una volguda recerca de la compexitat que parla de l'assumpció dels principis dels textos teòrics de Complejidad y contradicción de Lionello Venturi.